# Hardie Albright
Hardie Hunter Albright (Charleroi, 16 dicembre 1903 – Mission Viejo, 7 dicembre 1975) è stato un attore statunitense.

## Biografia
Nato da madre ebrea e padre scozzese, Ardie iniziò a studiare recitazione dall'età di 6 anni e nel 1931 iniziò la sua carriera.
Ha lavorato anche come doppiatore nel film d'animazione Bambi dove dà la voce a Bambi, nella versione da adolescente.
È stato sposato dal 1934 al 1940 con l'attrice Martha Speeler; nel 1944 si risposò con Arnita Wallace con cui rimase fino alla morte. Dalla seconda moglie, ha avuto una figlia, Victoria.
Morì nel 1975, a 71 anni, per insufficienza cardiaca in seguito ad una congestione.

## Filmografia parziale

### Cinema
- Young Sinners
- Hush Money, regia di Sidney Lanfield (1931)
- Skyline
- So Big!, regia di William A. Wellman (1932)
- Tentazioni (The Cabin in the Cotton), regia di Michael Curtiz (1932)
- 20.000 anni a Sing Sing (20.000 Years in Sing Sing), regia di Michael Curtiz (1932)
- Una famiglia 900 (A Successful Calamity), regia di John G. Adolfi (1932)
- La casa della 56ª strada (The House on 56th Street), regia di Robert Florey (1933)
- Il treno fantasma (The Silver Streak), regia di Thomas Atkins (1934)
- Nanà (Nana), regia di Dorothy Arzner e George Fitzmaurice (1934)
- The Loves of Edgar Allan Poe, regia di Harry Lachman (1942)
- L'infernale avventura (Angel on My Shoulder), regia di Archie Mayo (1946)

### Televisione
- Thriller – serie TV, episodio 1x05 (1960)
- Surfside 6 – serie TV, episodio 1x19 (1961)
- Gunslinger – serie TV, episodio 1x07 (1961)
- Gli uomini della prateria (Rawhide) – serie TV, episodi 3x23-4x07 (1961)
- Everglades – serie TV, episodio 1x07 (1961)
- Indirizzo permanente (77 Sunset Strip) – serie TV, episodio 5x24 (1963)
- Iron Horse – serie TV, episodio 1x03 (1966)